# Heliconia rauliniana
Heliconia rauliniana är en enhjärtbladig växtart som beskrevs av Humberto de Souza Barreiros. Heliconia rauliniana ingår i släktet Heliconia och familjen Heliconiaceae. Inga underarter finns listade.